# V/H/S/2
V/H/S/2 é um filme de antologia de terror americano lançado em 2013 produzido pela Bloody Disgusting.